# Banco del Calichar
Banco del Calichar är en ort i Mexiko.   Den ligger i kommunen Tuxpan och delstaten Veracruz, i den sydöstra delen av landet, 230 km nordost om huvudstaden Mexico City. Banco del Calichar ligger 62 meter över havet och antalet invånare är 230.
Terrängen runt Banco del Calichar är platt. Runt Banco del Calichar är det ganska tätbefolkat, med 116 invånare per kvadratkilometer. Närmaste större samhälle är Tihuatlan, 15,1 km väster om Banco del Calichar. Trakten runt Banco del Calichar består till största delen av jordbruksmark.